# كرامات
الكرامات، هي ظواهر خارقة للعادة، تنسب إلى أشخاص عرف عنهم التقوى والصلاح واتباع الأوامر وترك النواهي والتقرب من الخالق في العديد من الديانات.

## الإسلام
الكرامات حسب الديانة الإسلامية هي «أمر خارق للعادة يظهره الله على يد عبد صالح غير مدع للرسالة».

### الصوفية
الكرامات، عند المسلمين الصوفية، تشير إلى مقدرات خارقة للعادة يُزعم أن الأولياء يُمكنهم القيام بها بمنحة من الله. يعتبر الصوفيون القدرة على القيام بها هي دليلا على فضل القائم بها لكنها لا تدل على نبوته إذ أن محمدًا هو أخر الأنبياء. تعارض بعض الطوائف الإسلامية هذا التفسير، معتبرينها دخيلة على الإسلام.